# Agrodiaetus scheffeli
Agrodiaetus scheffeli är en fjärilsart som beskrevs av Lütkemeyer 1921. Agrodiaetus scheffeli ingår i släktet Agrodiaetus och familjen juvelvingar. Inga underarter finns listade i Catalogue of Life.